# Église Saint-Michel-Archange de Iaroslavl

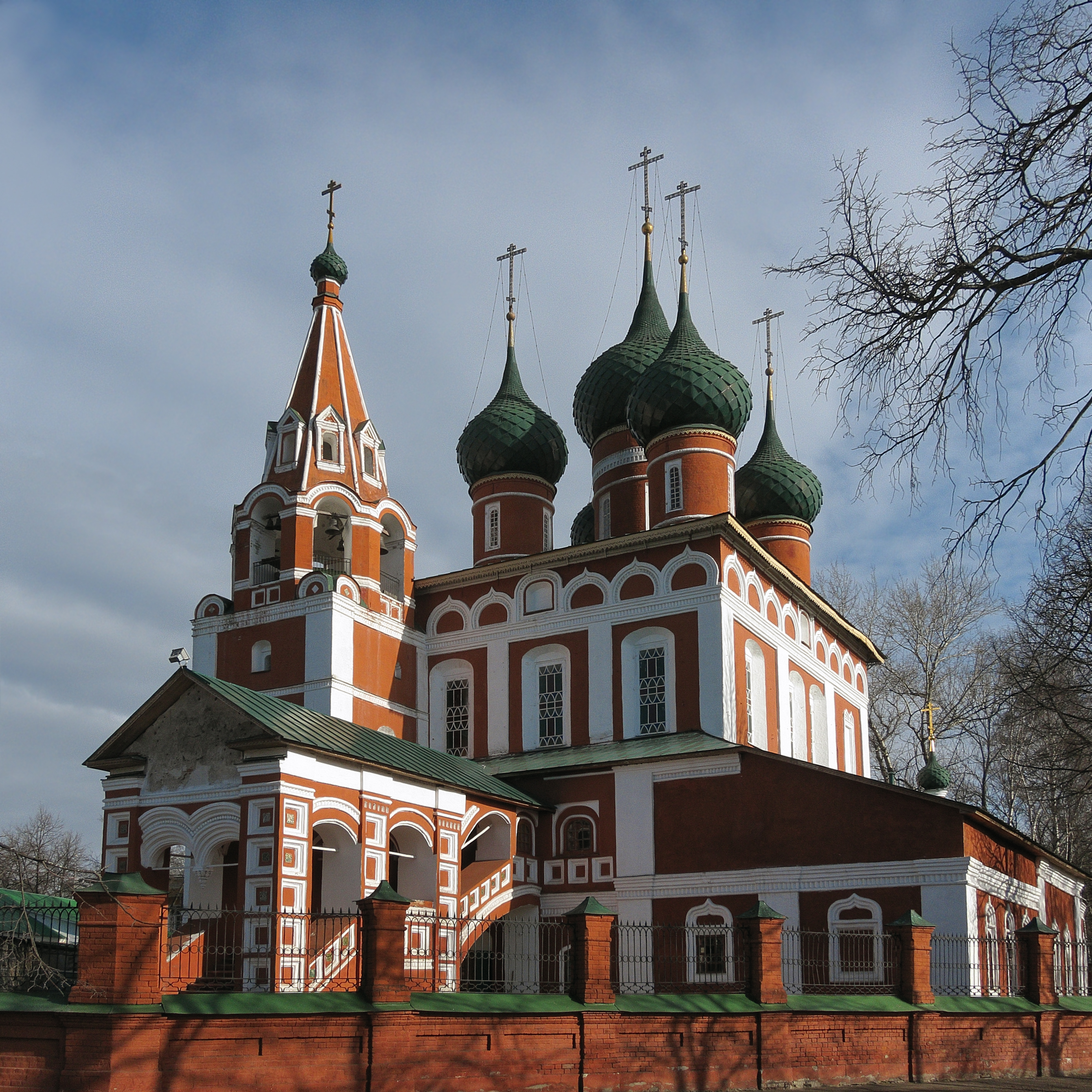
L'église de l'Archange Mikhaïl

L'église Saint-Michel-Archange (en russe : Церковь Михаила Архангела) est une des nombreuses églises à cinq bulbes du XVIIe siècle, située à Iaroslavl en Russie, à proximité du Monastère de la Transfiguration du Sauveur, le long de la rivière du Kotorosl. Elle est située à l'est de ce monastère, du côté de église du Sauveur-dans-la-ville et de l'église Saint-Nicolas de Roubleny. À l'ouest du monastère se trouve symétriquement l'église de l'Épiphanie.

## Histoire
L'histoire de la cathédrale peut être scindée en deux étapes. Au Moyen Âge, elle servait d'église des princes de la Principauté de Iaroslavl. Le moine Pacôme, dans sa " Vie des princes Vassili Vsevolodovitch et Constantin Vsevolodovitch ", composée aux environs de l'année 1530, écrit que Constantin Vladimirski a fait édifier l'église de l'Archange Michel en même temps que la Cathédrale de la Dormition de Iaroslavl. Ce qui permet de conclure qu'elle date de l'année 1215.
Un manuscrit de la fin du XVIIIe siècle, conservé dans l'église, date la construction de l'église appelée « église-près-de-la-porte » puis par la suite « église de L'Archange Michell » des années 1213-1216. Le manuscrit signale que cette première église subsista jusqu'en 1295. C'est alors que l'épouse du prince Fiodor le Noir, appelée Anna, qui était la fille du Mongol Nogaï (de la Horde Nogaï) (et probablement de son mariage avec la fille d'origine grecque de Michel VIII Paléologue), décida de faire construire une nouvelle église dédiée à l'Archange Michell et d'y placer une icône de la Vierge Marie décorée d'or, d'argent et de pierres précieuses... et de lui donner vocation de cathédrale. 

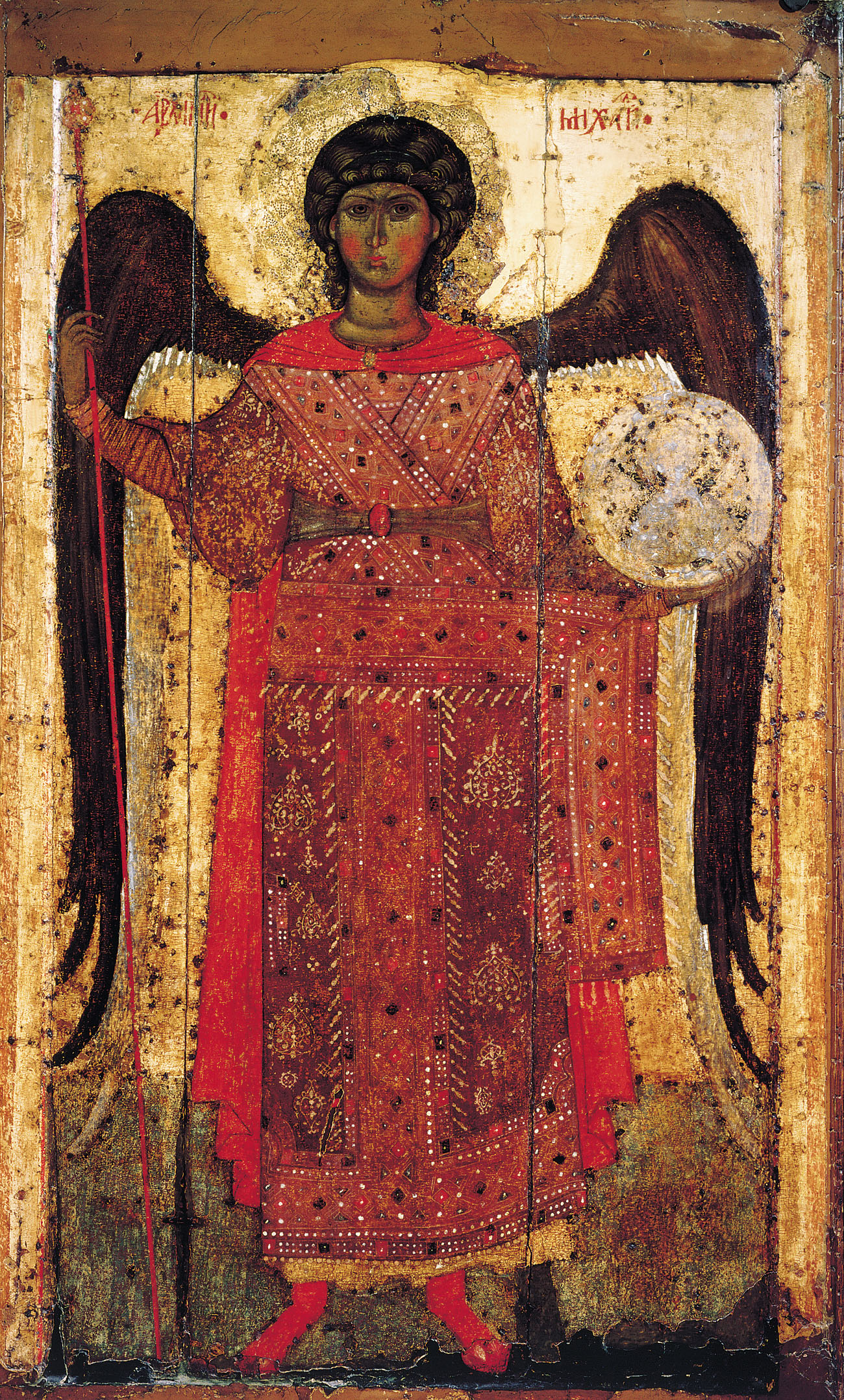
L'Archange Michel XIIIe siècle aujourd'hui à la Galerie Tretiakov

La tradition attribue la consécration de l'église, soit à l'empereur Michel VIII, soit à son beau-fils mort prématurément, Mikhaïl Fiodorovitch de Yaroslavl. Actuellement, on considère plutôt que le beau-père de Fiodor le Noir n'était pas Nogaï, mais bien un autre khan de la Horde d'or : Mengü Temür. Depuis l'époque de la princesse Anne jusqu'à nos jours des icônes précieuses ont été conservées dans l'église :
- L'icône de l'Archange Michel, déplacée à la Galerie Tretiakov après la révolution d'octobre ;
- une image de Notre-Dame de Vladimir dans une riza d'argent au-dessus des Saintes Portes de l'iconostase ;
- une icône de Notre-Dame de Smolensk, ramenée de la ville de Smolensk, vers 1283 selon l'historien Illarion Tikhomirov[1] ;
- une icône d'Antoine le Grand[1].

## Édifice de garnison
Durant la deuxième partie de son histoire, au XVIIe siècle, l'édifice se retrouve dans l'enceinte des Streltsy et devient une garnison. Ce lien étroit avec les forces armées est dû à sa position géographique privilégiée au centre de la ville le long de la rivière, et la fait consacrer à l'Archange saint Michel, patron des soldats. Le financement de l'église provient alors du ministère de la défense mais est assez modique. Son édification dura plus longtemps que celle des autres églises de Iaroslavl, soit vingt-cinq années de 1657 à 1682. Durant cette période, les goûts des marchands de Iaroslavl se transforme et c'est la raison pour laquelle l'architecture de l'église est liée à deux étapes de développement de la culture de Iaroslavl. 

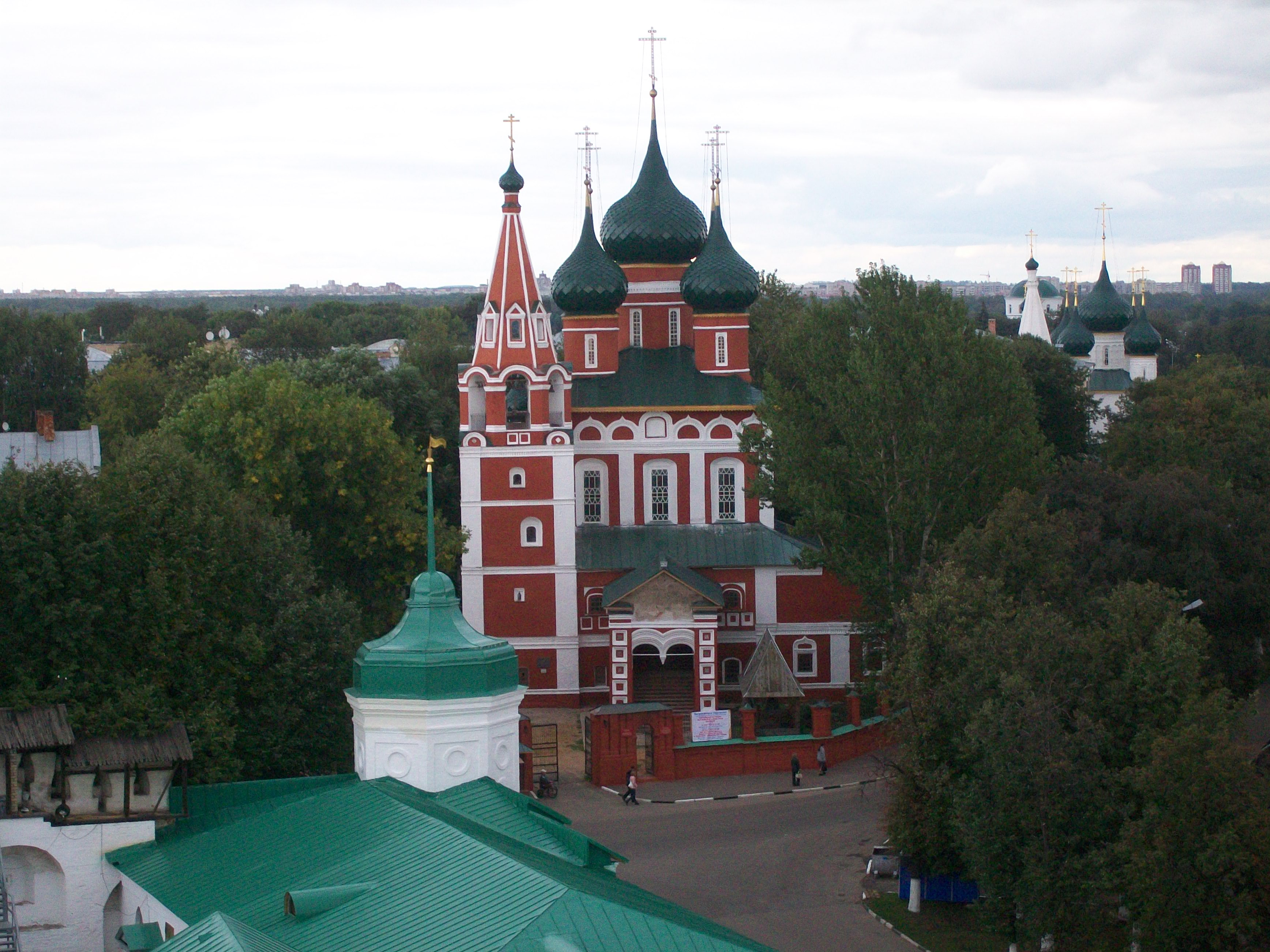
L'église joue un rôle clé dans le panorama des rives du Kotorosl

Le plan de l'église est presque identique à celui de deux autres églises de Iaroslavl: l'église Saknt-Nicolas Nadeina et l'église du prophète Élie C'est un édifice à trois absides, soutenu par quatre piliers qui pouvait le cas échéant et à certaines époques stocker des marchandises pour le marché voisin  Au nord et à l'ouest il était longé par des parvis en galeries à arcades, dont seul celui de l'ouest subsiste aujourd'hui. Il ouvre l'accès à l'église et forme un porche d'entrée de grande dimension aux dimensions et à la forme d'une petite maison. 
À l'angle nord-ouest, suivant la tradition à Iaroslavl, est adjointe à l'église une imposante tour qui sert de clocher, de plan carré à la base, surmonté d'un toit en forme de tente alternant avec les cinq bulbes suivant la tradition russe .. 
La partie la plus élevée de l'église reprend les particularités des églises de Iaroslavl des années 1670 et 1680 : les cinq puissants dômes et de grandes ouvertures de fenêtres  Ce n'est pas la seule église de Iaroslavl qui a remplacé les traditionnels rangées de zakomars par un toit pentu sous les tambours des bulbes. Cela présente l'avantage de mieux laisser s'écouler la neige en hiver et aussi d'accentuer la verticalité du toit. Les zakomars ne sont plus rappelés que par de petites arcatures sous les gouttières. La décoration de la façade est relevée, toujours selon la tradition de Iaroslavl, par les moulures entourant les ouvertures et par des caissons dont le centre est garni de faïence, surtout sur les côtés du parvis (paperte).

## Les trois derniers siècles

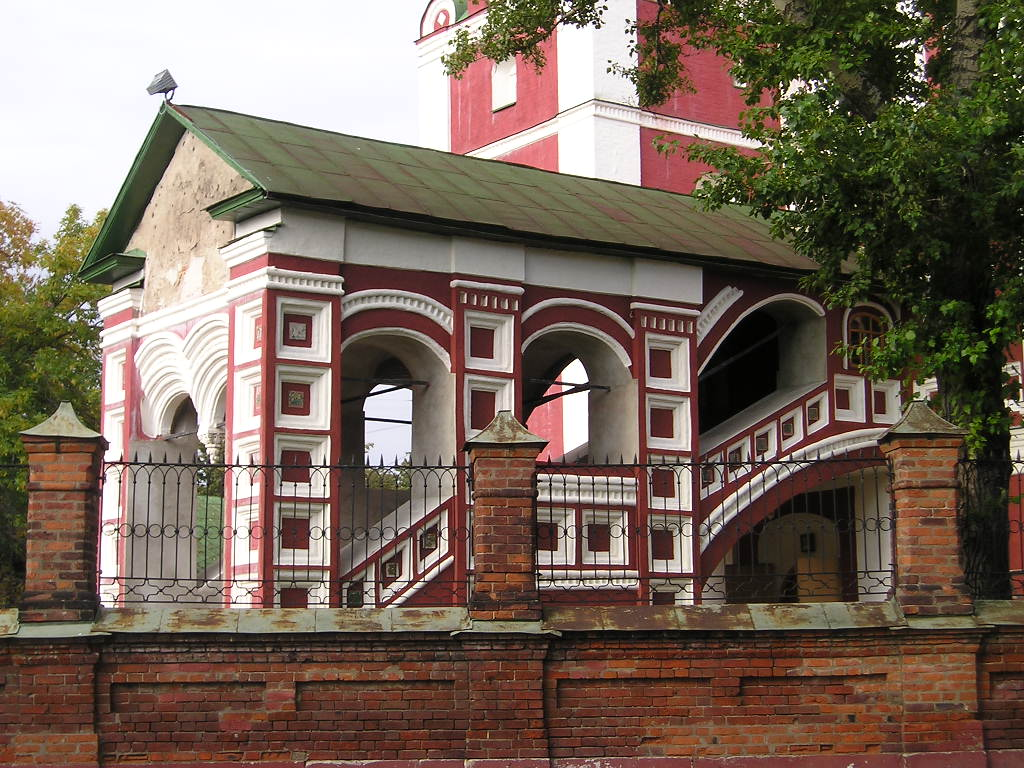
Porche d'entrée à arcades de style néo-russe

La peinture murale de l'édifice a été achevée en 1731 et est l'œuvre d'un artel de la ville dirigé par le peintre Fiodor Fiodorov. C'est un travail caractéristique de la période tardive de la peinture de Iaroslavl, qui par son côté simpliste tient un peu des louboks populaires Outre les icônes, des crucifix en argent contenant des reliques de saints de Iaroslavl ont été conservés dans l'église jusqu'à la révolution d'Octobre .
En 1924, l'église est fermée et commence à tomber en ruine. Des objets liturgiques précieux et des images anciennes sont volés. Certains seront retrouvés plus tard dans des musées. Des murs et des cloisons ont été ajoutés à l'intérieur, provoquant d'énormes dégâts aux peintures murales. 
Le retour de l'église au sein du Patriarcat de Moscou et de toute la Russie et sa réaffectation au culte, date de 1994. Le chauffage de l'église d'hiver a été remis en état. Vers l'année 2000 le plafonnage a été en partie restauré, de même que les vitraux. En 2010, les fresques murales dégradées n'avaient toujours pas été restaurées. 
Chaque année, au mois d'août, l'église Saint-Michel-Archange devient le lieu de rassemblement d'un festival de musique chorale et de carillon (Festival de la Transfiguration). À cette fin, des instruments en bois ont été créés dans l'enceinte de l'église, qui permettent aux musiciens de démontrer leurs talents.